# Kufikus írás

A Baszmala kufikus írással írt feliratának rajza, IX. század. Eredetije a Kairói Iszlám Múzeumban (Inventar-Nr. 7853)

Irak zászlaja, rajta az Allahu Akbar felirat kufikus írással

A kufikus ábécé, Edmund Fry Pantographia című művéből (1799)

A kufikus írás (arabul: خط كوفي) a különféle arab írások legősibb kalligrafikus formája, a nabateai írás módosított változata. Nevét Kufa városáról (ma Irakban) kapta, habár Mezopotámiában már legalább 100 évvel Kufa megalapítása előtt ismerték. Az iszlám felemelkedésének idején már az Arab-félsziget több pontján elterjedt ez az írás. A Korán első példányait ezzel az írással írták.
A kufikus írásra az egyenes vonalak és szögek jellemzők, gyakran függőleges és vízszintes meghosszabbításokkal. Eredetileg nem használta a mássalhangzók pontozásos megkülönböztetését (például a b, t és th esetében). Máig is használják muszlim országokban, habár az évek során számos változtatáson átesett és területi eltérések is megfigyelhetők. Az Arab-félszigeten használt és az Észak-Afrikai államokban elterjedt kufikus írások között markáns eltérések vannak.
A kufikus írás jellemző a szeldzsuk érmékre és műemlékekre valamint a korai oszmán érmékre. Dekoratív megjelenése miatt szívesen használták magánházak és középületek díszítésére Törökországban egészen köztársaság kikiáltásáig. Vannak magyar numizmatikai vonatkozások is: például II. Géza, III. István, III. Béla dénárjain szerepelnek kufikus karakterek.
Irak jelenlegi zászlaján az „Allah akbar” felirat kufikus karakterekkel szerepel. A kufikus változatot a korábbi felirat semleges alternatívájaként választották ki, azt ugyanis széles körben Szaddám Huszein kézírásának tulajdonították.